# Het Noorden (Zwolle)
Het Noorden is een buurt in de Overijsselse plaats Zwolle. Samen met Dieze-West, Dieze-Oost, Dieze-Centrum, Bagijneweide en de Indische buurt vormt het de wijk Diezerpoort.

## Beschrijving
De buurt is aangelegd als vooroorlogs tuindorp en wordt ingesloten door de A28 aan de noordwestzijde, de Rembrandtlaan aan de oostzijde, en het Zwarte Water en de Schuttevaerhaven aan de zuidzijde.
De namen van de straten zijn voornamelijk afgeleid van Nederlandse schilders, zoals Rembrandtlaan, Vermeerstraat, Ferdinand Bolstraat, Jan Tooropstraat, Govert Flinckstraat, Albert Cuypstraat, Minervalaan en Ruysdaelstraat. De buurt staat derhalve ook bekend als de 'schildersbuurt' van Zwolle.
De buurt bevat voornamelijk vooroorlogse woningen. Aan de Minervalaan liggen portieketagewoningen (3 hoog) die na de Tweede Wereldoorlog in 1952 zijn gebouwd. Veel van de oude woningen in de buurt zijn de afgelopen decennia gerenoveerd of hebben plaatsgemaakt voor nieuwbouw. In de buurt staat ook nog een schoolgebouw uit 1929 van architect Krook.
De buurt kent verder enkele pleintjes en er is een speeltuin Het Noorden.
Wijken: Aa-landen · Assendorp · Berkum · Binnenstad · Diezerpoort · Hanzeland · Holtenbroek · Ittersum · Kamperpoort-Veerallee · Marsweteringlanden · Poort van Zwolle · Schelle · Soestweteringlanden · Stadshagen · Vechtlanden · Westenholte · Wipstrik

Buurten: Aalanden-Midden · -Noord · -Oost · -Zuid · Bagijneweide · Berkum · Binnenstad-Noord · -Zuid · Bollebieste · Breecamp · Breezicht · Brinkhoek · De Tippe · Dieze-Centrum · Frankhuis · Gerenbroek · Gerenlanden · Geren · Haerst · Hanzeland · Harculo en Hoog-Zuthem · Herfte · Het Noorden · Hogenkamp · Holtenbroek I · II · III · IV · Indische Buurt · Ittersumerbroek · Ittersumerlanden · Kamperpoort  · Katerveer-Engelse Werk · Langenholte · Mastenbroek · Meppelerstraatweg-Zuid · Milligen · Nieuw-Assendorp · Noordereiland · Oldenelerbroek · Oldenelerlanden-Oost · -West · Oud-Assendorp · Oud-Westenholte · Oud Ittersum · Oud Schelle · Pierik · Schelle-Zuid en Oldeneel · Schellerbroek · Schellerhoek · Schellerlanden · Schildersbuurt · Schoonhorst · Spoolde · Stadsbroek · Stationsbuurt · Tolhuislanden · Veerallee · Veldhoek · Vreugderijk · Werkeren · Westenholte-Stins · Wezenlanden · Wijthmen · Windesheim · Wipstrik-Noord · -Zuid · Zwolle-Zuid

Bedrijventerreinen: Floresstraat · Hanzeland · Hessenpoort · Marslanden (-Noord · -Zuid) · Oosterenk · Voorst (Voorst-A · Voorst-B · Voorst-C) · Voorsterpoort · De Vrolijkheid